# 南布蘭奇 (新澤西州)
南布蘭奇（英語：South Branch）是位於美國新澤西州薩默塞特縣的非建制地區。

## 歷史
南布蘭奇的郵局於1852年設立，其後於1976年停運。

## 地理
南布蘭奇所處的海拔為高於海平面25米（即82英呎），而該地所採用的時區為UTC-5，即北美东部时区（EST）。同時該地設有夏令時間，為UTC-5調快一小時，即UTC-4（EDT）。